# 秘密與謊言 (電影)
《秘密與謊言》（英語：Secrets & Lies）是1996年的電影作品，為英國導演麥克·李執導。本片獲選為第49屆坎城影展正式競賽片，並獲得最高榮譽金棕櫚獎。

## 劇情
住在倫敦的黑人眼鏡配光師霍坦絲知道自己是被領養的，在養母過世後她決定去找尋生母，她驚訝發現生母辛西亞是位白人。辛西亞在工廠工作，與在當街道清潔員的21歲女兒羅珊住在一起；辛西亞的弟弟莫里斯是位成功的攝影師，他太太莫妮卡看不起貧窮又不振作的辛西亞。霍坦絲鼓起勇氣去找辛西亞，原來當初年僅16歲的辛西亞在連看也沒看一眼的情況下把嬰兒送養，兩人漸漸友好起來。

## 主要演員
- 蒂莫西·斯波 - 莫里斯
- 布蘭達·布蕾辛 - 辛西亞
- Marianne Jean-Baptiste - 霍坦絲
- Phyllis Logan - 莫妮卡
- Claire Rushbrook - 羅珊

## 獎項
| 獎項                 | 獎項                 | 受獎者                 | 階段／結果 |
| -------------------- | -------------------- | ---------------------- | ---------- |
| 第49屆坎城影展       | 金棕櫚獎             | 麥克·李 《秘密與謊言》 | 獲獎       |
| 第49屆坎城影展       | 最佳女演員           | 布蘭達·布蕾辛          | 獲獎       |
| 第49屆坎城影展       | 基督教人道精神特別獎 | 麥克·李                | 獲獎       |
| 第50屆英國電影學院獎 | 最佳影片             | 《秘密與謊言》         | 提名       |
| 第50屆英國電影學院獎 | 最佳導演             | 麥克·李                | 提名       |
| 第50屆英國電影學院獎 | 最佳女主角           | 布蘭達·布蕾辛          | 獲獎       |
| 第50屆英國電影學院獎 | 最佳男主角           | 蒂莫西·斯波            | 提名       |
| 第50屆英國電影學院獎 | 最佳女配角           | Marianne Jean-Baptiste | 提名       |
| 第50屆英國電影學院獎 | 最佳原著劇本         | 麥克·李                | 獲獎       |
| 第50屆英國電影學院獎 | 最佳英國影片         | 《秘密與謊言》         | 獲獎       |
| 第69屆奧斯卡金像獎   | 最佳影片             | 《秘密與謊言》         | 提名       |
| 第69屆奧斯卡金像獎   | 最佳導演             | 麥克·李                | 提名       |
| 第69屆奧斯卡金像獎   | 最佳女主角           | 布蘭達·布蕾辛          | 提名       |
| 第69屆奧斯卡金像獎   | 最佳女配角           | Marianne Jean-Baptiste | 提名       |
| 第69屆奧斯卡金像獎   | 最佳劇本             | 麥克·李                | 提名       |
| 第54屆金球獎         | 最佳影片-戲劇類      | 《秘密與謊言》         | 提名       |
| 第54屆金球獎         | 最佳女主角-戲劇類    | 布蘭達·布蕾辛          | 獲獎       |
| 第54屆金球獎         | 最佳女配角           | Marianne Jean-Baptiste | 提名       |
| 波士頓影評人協會獎   | 最佳導演             | 麥克·李                | 獲獎       |
| 波士頓影評人協會獎   | 最佳女主角-戲劇類    | 布蘭達·布蕾辛          | 獲獎       |
| 倫敦影評人協會獎     | 年度影片             | 《秘密與謊言》         | 獲獎       |
| 倫敦影評人協會獎     | 最佳導演             | 麥克·李                | 獲獎       |
| 倫敦影評人協會獎     | 年度英國女演員       | 布蘭達·布蕾辛          | 獲獎       |
| 倫敦影評人協會獎     | 最佳男演員           | 蒂莫西·斯波            | 提名       |
| 國家影評人協會獎     | 最佳影片             | 《秘密與謊言》         | 提名       |
| 國家影評人協會獎     | 最佳導演             | 麥克·李                | 提名       |
| 國家影評人協會獎     | 最佳女主角           | 布蘭達·布蕾辛          | 提名       |
| 第22屆凱薩電影獎     | 最佳外國影片         | 《秘密與謊言》         | 提名       |
| 獨立精神獎           | 最佳外國影片         | 《秘密與謊言》         | 獲獎       |
| 哥雅獎               | 最佳歐洲電影         | 《秘密與謊言》         | 獲獎       |
| 佛羅里達影評人協會獎 | 最佳女主角           | 布蘭達·布蕾辛          | 提名       |
| 美國演員工會獎       | 最佳女主角           | 布蘭達·布蕾辛          | 提名       |

## 外部連結
- 互联网电影数据库（IMDb）上《秘密與謊言》的资料（英文）
- 爛番茄上《秘密與謊言》的資料（英文）
- 豆瓣电影上《秘密與謊言》的資料 （简体中文）
- 開眼電影網上《秘密與謊言》的資料（繁體中文）